# Барсуков Сергій Ігорович
Сергі́й І́горович Барсуко́в (позивний — «Барс»; 12 квітня 1993, м. Свердловськ, Луганська область — 28 червня 2022, с. Дементіївка, Харківська область) — український військовослужбовець, старший лейтенант 3 БрОП Національної гвардії України, учасник російсько-української війни, який загинув під час російського вторгнення в Україну. Герой України (2022, посмертно).

## Життєпис
Сергій Барсуков народився 12 квітня 1993 року в м. Свердловську (нині Довжанськ) на Луганщині.
Пройшов шлях від солдата-строковика до офіцера, командира елітного підрозділу. Після закінчення у 2012 році Ровеньківського техніко-економічного коледжу й призову у квітні 2013-го на строкову військову службу — у лавах луганського полку внутрішніх військ МВС України.
У 2014 році, коли за активної підтримки російської федерації почалися масові заворушення та були проголошені так звані днр/лнр, юнак категорично відкинув ідеї «руського мира» й у складі частини вибув з Луганська до міста Слов'янська, де частина увійшла до складу новоствореної Національної гвардії України. А в серпні того ж року він вирішив стати професійним військовим й уклав свій перший контракт про проходження військової служби в дислокованій у Харкові 3-й бригаді оперативного призначення імені полковника Петра Болбочана НГУ.
У лютому 2015 року був призначений до роти розвідки спецпризначення. Обіймав посади інструктора, старшого інструктора, головного сержанта взводу, головного сержанта роти, а влітку 2018 року став командиром взводу й одягнув погони молодшого лейтенанта. Восени 2020-го лейтенант Барсуков став заступником командира роти по роботі з особовим складом, а у вересні 2021-го очолив підрозділ розвідників.
Неодноразово відряджався до району проведення АТО/ООС.

### Російське вторгнення в Україну (2022)
Після початку повномасштабного російського вторгнення перший успішний бій з окупантами старший лейтенант Барсуков провів 25 лютого 2022 року. Того дня його підрозділ дістав наказ знайти і знищити диверсійно-розвідувальну групу противника, що проникла до Харкова. На шляху ймовірного руху ворога Сергій Барсуков облаштував три засідки, одну з яких, у мікрорайоні П'ятихатки, він очолив особисто. Саме йому й випало зустріти ДРГ росіян, що рухалась на трьох бойових бронемашинах «Рись» із намальованими на бортах літерами «Z». Підпустивши росіян якомога ближче, старший лейтенант Барсуков влучним пострілом із ручного протитанкового гранатомета підбив броньовик, що їхав першим. Дві інші машини почали розвертатись, але другим пострілом з РПГ Сергій влучив у ще одну «Рись», внаслідок чого всередині ворожої ББМ здетонував боєкомплект, перетворивши її в купу брухту, а підлеглі знищили третю «Рись» із екіпажем.
27 лютого його підрозділу поставили нове складне бойове завдання — знешкодити диверсійно-розвідувальну групу противника з близько 30 бійців, що засіла в одній із адміністративних будівель на околиці Харкова. Ретельно підготувавшись до штурму, «Барс» першим увірвався до будівлі й влучним вогнем знищив сімох росіян. Розвідники, які йшли за своїм ротним, за лічені хвилини ліквідували ще сімох окупантів і повністю оволоділи першим поверхом. Однак росіяни, які переховувались поверхом вище, не збирались здаватися. «Барс» запросив вогневу підтримку бронетехніки, після чого Сергій Ігорович продовжив і далі виконувати завдання. Ворог чинив відчайдушний опір, перестрілки відбувалися майже в кожному приміщенні, за допомогою ручних гранат «Барс» особисто ліквідував ще вісьмох окупантів, решту добили або взяли в полон його підлеглі.
Одного дня під час проведення розвідки поблизу Руської Лозової був виявлений російський опорний пункт та склади боєприпасів. Дочекавшись темряви, Сергій Барсуков із підлеглими підібрався майже впритул до ворожих позицій. Далі гвардійці розділились на дві групи, одна з них мала завдання вступити в бій з противником та відвернути його увагу на себе, а інша — непоміченою обійти ворога з тилу, підірвати склади та оточити опорний пункт, і саме другу групу очолив «Барс». Поблизу складів Сергій Ігорович помітив двох чатових, і щоб не сполохати ворога стрільбою, старший лейтенант Барсуков разом з ще одним розвідником безшумно ліквідував росіян холодною зброєю. Після цього гвардійці встановили вибухові пристрої й підірвали склади. Надалі група «Барса», як і планувалося, обійшла противника з тилу й вступила в запеклий бій, у якому Сергій Ігорович особисто знищив близько відділення росіян.
Загалом упродовж березня — травня «Барс» провів цілу низку блискучих розвідувальних операцій у тилу ворога, під час яких було виявлено 6 пунктів управління, 5 мінометних та 7 гарматних розрахунків, 6 бронетранспортерів, танк Т-72, реактивну установку залпового вогню БМ-21 «Град», 4 засідки противника — всі ці цілі завдяки вчасно й точно переданим координатам були знищені артилерійським вогнем.
28 червня 2022 року рота розвідки спеціального призначення виконувала завдання біля с. Дементіївки на Харківщині. Близько 6-ї години росіяни на шістьох бронетранспортерах за підтримки артилерії здійснили спробу штурму позицій гвардійців, але були зупинені вогнем оборонців. У тому бою старший лейтенант Барсуков знову відзначився героїчними діями, знищивши два БТР та відділення окупантів. Відступивши від Дементіївки, противник розпочав мінометний обстріл. Почувши характерний звук наближення прильоту, «Барс» штовхнув у бліндаж командира взводу, що в той момент був поряд, але сам сховатись не встиг. Життя офіцера, якого не брали кулі під час неймовірно сміливих атак, обірвали осколки випадкової міни.

## Нагороди
- звання Герой України з удостоєнням ордена «Золота Зірка» (16 вересня 2022, посмертно) — за особисту мужність і героїзм, виявлені у захисті державного суверенітету та територіальної цілісності України, вірність військовій присязі[1].
- відзнака Президента України «За участь в антитерористичній операції».

## Вшанування пам'яті
Похований з військовими почестями на Алеї Слави одного із кладовищ Харкова.
На честь Сергія Барсукова перейменовано вулицю Федоренка у Слобожанському районі м. Харкова.